# Marshall D. Shulman
Marshall Darrow Shulman (* 8. April 1916 in Jersey City, New Jersey; † 21. Juni 2007 in Manhattan) war ein US-amerikanischer Politikwissenschaftler und ein führender Fachmann und politischer Berater zu den Beziehungen zwischen den USA und der Sowjetunion.

## Leben und Werk
Shulman studierte an der University of Michigan. Nach seinem Abschluss 1937 war er zunächst für die Detroit News tätig, dort berichtete er unter anderem von den blutigen Tarifkämpfen der Automobilarbeiter, die schließlich zur Gründung der Gewerkschaft United Automobile Workers führten. 1939 wechselte er an die Harvard University und studierte dort Englische Literaturwissenschaften.
Im Zweiten Weltkrieg diente er bei der US-amerikanischen Luftwaffe als Pilot eines Gleiters und in der psychologischen Kriegführung. Er wurde mit dem Bronze Star ausgezeichnet. Am Ende des Krieges erholte er sich auf den Philippinen von einer Lungenentzündung; in dieser Zeit kam er zu dem Schluss, dass das Hauptthema in der Nachkriegszeit die Beziehungen zwischen der Sowjetunion und den USA sein würden.
Er studierte daraufhin am gerade gegründeten «Russian Institute» an der Columbia University in New York City und erhielt 1948 seinen Master-Abschluss, 1959 folgte ebenda seine Promotion. Noch vor seiner Promotion wurde Shulman stellvertretender Direktor am «Russian Research Center» an der Harvard University. Er unterrichtete dann von 1961 bis 1967 an der «Fletcher School of Law and Diplomacy» der Tufts University.
1949 wurde er für das US-amerikanische Außenministerium als Informations- und Verbindungsbeamter bei den Vereinten Nationen tätig. Von 1950 bis 1953 war er Assistent und Redenschreiber von Außenminister Dean Acheson und von 1977 bis 1980 Berater des Außenministers Cyrus Vance für die sowjetische Politik.
Shulman konnte 1982 den ehemaligen Botschafter Averell Harriman und seine Frau Pamela davon überzeugen, dem Russian Institute an der New Yorker Columbia University 11,5 Mio. US-$ zu spenden; seitdem nennt es sich «W. Averell Harriman Institute for Advanced Study of the Soviet Union». Während dieser Zeit war er hinter den Kulissen wesentlich eingebunden in die Diplomatie und vermittelte zwischen der Sowjetunion und den USA, insbesondere während der Zeit des Wettrüstens. Er besuchte während dieser Zeit die Sowjetunion als Professor oder Diplomat über 40 Mal.
1966 veröffentlichte er das vielbeachtete Buch Beyond the Cold War, in dem er eine Entspannungspolitik prognostizierte.
Er war Mitglied des Bergedorfer Gesprächskreises der Körber-Stiftung.
Shulman hinterließ bei seinem Tod seine zweite Frau Colette, geb. Schwarzenbach, und zwei Kinder aus seiner ersten Ehe, Lisa Rubenstein in Winchester, Mass., und Michael Shulman in Jamaica Plain, Mass.

## Werke (Auswahl)
- 1963: Stalin’s Foreign Policy Reappraised.
- 1966: Beyond the Cold War.
- 1973: Toward a Western philosophy of coexistence. In: Foreign Affairs, Vol. 52, No. 1 (1973), p. 35–58
- 1986: East-West tensions in the Third World. Norton, New York

## Ehrungen
1963 wurde Shulman in die American Academy of Arts and Sciences gewählt. An der Columbia University wurde der »Marshall D. Shulman Professorship of Political Science« nach ihm benannt. Seit 1987 wird von der »American Association for the Advancement of Slavic Studies (AAASS)« der »Marshall Shulman Prize« verliehen.